# Distância entre duas retas paralelas
A distância entre duas retas paralelas no plano é a distância mínima entre quaisquer dois pontos.

## Fórmula e demonstração
Como as retas são paralelas, a distância perpendicular entre elas é uma constante, portanto não importa qual ponto é escolhido para medir a distância. Dadas as equações de duas retas paralelas não verticais na forma reduzida
{\displaystyle y=mx+n_{1}\,}
{\displaystyle y=mx+n_{2}\,,}
a distância entre as duas linhas é a distância entre os dois pontos de interseção dessas linhas com a linha perpendicular
{\displaystyle y=-x/m\,.}
Essa distância pode ser encontrada resolvendo os sistemas lineares
{\displaystyle {\begin{cases}y=mx+n_{1}\\y=-x/m\ ,\end{cases}}}
e
{\displaystyle {\begin{cases}y=mx+n_{2}\\y=-x/m\,\end{cases}}}
para obter as coordenadas dos pontos de intersecção. As soluções dos sistemas lineares são os pontos
{\displaystyle \left(x_{1},y_{1}\right)\ =\left({\frac {-n_{1}m}{m^{2}+1}},{\frac {n_{1}}{m^{2}+1}}\right)\,,}
e
{\displaystyle \left(x_{2},y_{2}\right)\ =\left({\frac {-n_{2}m}{m^{2}+1}},{\frac {n_{2}}{m^{2}+1}}\right)\,.}
A distância entre os pontos é
{\displaystyle d={\sqrt {\left({\frac {n_{1}m-n_{2}m}{m^{2}+1}}\right)^{2}+\left({\frac {n_{2}-n_{1}}{m^{2}+1}}\right)^{2}}}\,,}
que se reduz a
{\displaystyle d={\frac {|n_{2}-n_{1}|}{\sqrt {m^{2}+1}}}\,.}
Quando as linhas dadas são da forma geral
{\displaystyle ax+by+c_{1}=0\,}
{\displaystyle ax+by+c_{2}=0,\,}
a distância entre elas pode ser expressa como
{\displaystyle d={\frac {|c_{2}-c_{1}|}{\sqrt {a^{2}+b^{2}}}}.}